# هارومی کوهارا
هارومی کوهارا (انگلیسی: Harumi Kohara؛ زادهٔ ۲۴ ژوئن ۱۹۶۵) بدمینتون‌باز زن اهل ژاپن است.